# Det bästa från Idol 2010 – Audition
Det bästa från Idol 2010 – Audition är en samling från svenska Idol 2010. Den släpptes för nedladdning den 22 oktober 2010.

## Låtlista
1. Linnea Henriksson – Jumpin' Jack Flash, 03:39
2. Jay Smith – Black Jesus, 04:18
3. Alice Hagenbrant – Samson, 03:23
4. Geir Rönning – Need You Now, 03:48
5. Elin Blom – Nothing Else Matters, 04:13
6. Linda Varg – Bubbly, 02:54
7. Andreas Weise – Sunny, 03:37
8. Olle Hedberg – The Scientist, 04:56
9. Minnah Karlsson – Not Ready to Make Nice, 03:37
10. Sassa Bodensjö – Weak, 02:44
11. Daniel Norberg – Don't Look Back In Anger, 03:34